# José Umberto Dias
José Umberto Dias (Boquim, (SE), 26 de maio de 1949) é um cineasta brasileiro.

## Biografia
Em 1968, então graduando em ciências sociais na Universidade Federal da Bahia, José Umberto Dias começou sua história como cineasta num curso de iniciação cinematográfica ministrado pelo Grupo Experimental de Cinema daquela universidade. Formou-se em 1971 mas não deixou mais o cinema e desde então vem atuando na cena cinematográfica de Salvador, dirigindo, fotografando, roteirizando e montando. Naquele mesmo ano já ministrava cursos de cinema no Sesc e no ano seguinte realizou seu primeiro longa de ficção, O Anjo Negro, rodado em 35mm. Ao longo dos anos 1970 deu sequência a uma longa produção de filmes documentais em super-8. Entre 1976 e 1977 foi coordenador da Imagem e do Som da Fundação Cultural do Estado da Bahia. Nos anos 1980 e 1990 realizou vários vídeos documentais para a TVE-Bahia/IRDEB, dentre os quais Monte Santo - O Caminho da Santa Cruza, Salvador em Película - Um Século de Memória, Memória em Película - A Bahia e o Estado Novo, A Capoeiragem na Bahia e O Povo do Carnaval. José Umberto Dias é também crítico de cinema, ensaísta, ator, roteirista, escritor, dramaturgo e poeta. Em 1984 escreveu e dirigiu o espetáculo teatral O Beijo Final. Em 2005 foi contemplado com o prêmio de estímulo à produção cinematográfica de baixo orçamento do Ministério da Cultura para a realização do longa Revoada, fruto de suas pesquisas pessoais nos últimos vinte anos acerca do cangaço.

## Filmografia como diretor
- 2009 - Revoada
- 2001 - Dada - videoclipe
- 2001 - O Povo do Carnaval - vídeo
- 1997 - Monte Santo - O Caminho da Santa Cruz - vídeo
- 1994 - Rex Schindler - vídeo
- 1993 - Milton Gaúcho - Ator Baiano - vídeo
- 1982 - A Musa do Cangaço - 35 mm
- 1991 - Boquim - Terra da Laranja - vídeo
- 1981 - Bola Chuveiro - 16 mm
- 1980 - Maíra (em parceria com Robinson Roberto) - super-8
- 1980 - Cantos Flutuantes - 35 mm
- 1979 - Glub - Estória de um Espanto - super-8
- 1979 - Sertão - 35 mm
- 1978 - Brabeza (em parceria com Robinson Roberto) - super-8
- 1977 - Urubu (em parceria com Robinson Roberto) - super-8
- 1974 - Salv A Dor - 16 mm
- 1972 - O Anjo Negro - 35 mm
- 1970/1971 - Voo Interrompido - 16mm
- 1968 - Doce Amargo (em parceria com André Luiz de Oliverira) - 16 mm
- 1967 - O Forte - super-8
- 1967 - Perâmbulo - 16 mm

## Premios e Indicações
- 1977 - Festival de Curitiba - Melhor Filme (Urubu)
- 1978 - Festival de Aracaju - Melhor Filme (Urubu)
- 1983 - Festival do Maranhão - Melhor filme (Maira)

## Publicações
- 2000 - Desconhece-te (peça teatral / Edição independente)
- 1993 - Alexandre Robatto Filho – Pioneiro do Cinema Baiano (pesquisa em parceria com André Setaro / Fundação Cultural do Estado da Bahia)
- 1989 - Ultraleve (crônicas / Editora A Tarde)
- 1978 - Dada (romance sobre o cangaço / Fundação Cultural do Estado da Bahia)
- 1978 - A História do Cinema Vista da Província (organização, estudo e ensaio da obra póstuma de Walter da Silveira / Fundação Cultural do Estado da Bahia)